# Campeonato Mundial Júnior de Patinação Artística no Gelo de 1978
O Campeonato Mundial Júnior de Patinação Artística no Gelo de 1978 foi a terceira edição do Campeonato Mundial Júnior de Patinação Artística no Gelo, um evento anual de patinação artística no gelo organizado pela União Internacional de Patinação (em inglês:  International Skating Union) onde os patinadores artísticos competem pelo título de campeão mundial júnior. A competição foi disputada entre os dias 21 de março e 26 de março, na cidade de Megève, França.

## Eventos
- Individual masculino
- Individual feminino
- Duplas
- Dança no gelo

## Medalhistas
| Evento                        | Ouro                                                    | Prata                                       | Bronze                                   |
| Individual masculino detalhes | Dennis Coi · Canadá                                     | Vladimir Kotin · União Soviética            | Brian Boitano · Estados Unidos           |
| Individual feminino detalhes  | Jill Sawyer · Estados Unidos                            | Kira Ivanova · União Soviética              | Petra Ernert · Alemanha Ocidental        |
| Duplas detalhes               | Barbara Underhill · Paul Martini · Canadá               | Jana Blahová · Ludek Feno · Tchecoslováquia | Beth Flora · Ken Flora · Estados Unidos  |
| Dança no gelo detalhes        | Tatiana Durasova · Sergei Ponomarenko · União Soviética | Kelly Johnson · Kris Barber · Canadá        | Nathalie Herve · Pierre Husarek · França |

## Resultados

### Individual masculino
| Pos.              | Nome           | Nacionalidade   |
| ----------------- | -------------- | --------------- |
| Medalha de ouro   | Dennis Coi     | Canadá          |
| Medalha de prata  | Vladimir Kotin | União Soviética |
| Medalha de bronze | Brian Boitano  | Estados Unidos  |
| 4                 | Brian Orser    | Canadá          |
| ...               |                |                 |

### Individual feminino
| Pos.              | Nome           | Nacionalidade      |
| ----------------- | -------------- | ------------------ |
| Medalha de ouro   | Jill Sawyer    | Estados Unidos     |
| Medalha de prata  | Kira Ivanova   | União Soviética    |
| Medalha de bronze | Petra Ernert   | Alemanha Ocidental |
| ...               |                |                    |
| 6                 | Tracey Wainman | Canadá             |
| ...               |                |                    |
| 14                | Lorri Baier    | Canadá             |
| ...               |                |                    |

### Duplas
| Pos.              | Nome                             | Nacionalidade   |
| ----------------- | -------------------------------- | --------------- |
| Medalha de ouro   | Barbara Underhill / Paul Martini | Canadá          |
| Medalha de prata  | Jana Blahová / Ludek Feno        | Tchecoslováquia |
| Medalha de bronze | Beth Flora / Ken Flora           | Estados Unidos  |
| ...               |                                  |                 |
| 6                 | Lorri Baier / Lloyd Eisler       | Canadá          |
| ...               |                                  |                 |

### Dança no gelo
| Pos.              | Nome                                  | Nacionalidade   |
| ----------------- | ------------------------------------- | --------------- |
| Medalha de ouro   | Tatiana Durasova / Sergei Ponomarenko | União Soviética |
| Medalha de prata  | Kelly Johnson / Kris Barber           | Canadá          |
| Medalha de bronze | Nathalie Herve / Pierre Husarek       | França          |
| ...               |                                       |                 |

## Quadro de medalhas
| Ordem | País               | Medalha de ouro | Medalha de prata | Medalha de bronze |    | Ordem por total |
| ----- | ------------------ | --------------- | ---------------- | ----------------- | -- | --------------- |
| 1     | Canadá             | 2               | 1                |                   | 3  | 1               |
| 2     | União Soviética    | 1               | 2                |                   | 3  | 1               |
| 3     | Estados Unidos     | 1               |                  | 2                 | 3  | 1               |
| 4     | Tchecoslováquia    |                 | 1                |                   | 1  | 4               |
| 5     | Alemanha Ocidental |                 |                  | 1                 | 1  | 4               |
| 5     | França             |                 |                  | 1                 | 1  | 4               |
| TOTAL | TOTAL              | 4               | 4                | 4                 | 12 | —               |